# Arne Weverling
Arne Weverling ('s-Gravenhage, 30 augustus 1974) is een Nederlands politicus, ondernemer en bestuurder. Sinds 10 juli 2024 is hij gedeputeerde van Zuid-Holland namens de Volkspartij voor Vrijheid en Democratie (VVD). Daarvoor was hij daar lid van de Provinciale Staten en tevens fractievoorzitter. Eerder was hij lid van de Tweede Kamer en wethouder van de gemeente Westland.

## Levensloop
Weverling groeide op in Monster in een ondernemersgezin als zoon van een hovenier. Hij is de oudste van drie zoons. Zijn beide broers zijn actief in het hoveniersbedrijf dat in 1939 door zijn opa werd opgericht. Als 14-jarige scholier startte hij bij de lokale Westland Omroep Stichting (WOS) als verslaggever en presentator. 
In 1994 begon hij evenementen- en communicatiebureau Arling. Het bedrijf produceerde ondermeer het tv-programma OOG, over ondernemen in het tuinbouwcluster. Daarbij werd ook een kookboek uitgegeven met gezonde recepten. Tevens was hij dagvoorzitter en interviewer bij debatten en congressen.
In 1999 overleed zijn moeder op 51-jarige leeftijd aan kanker. Vanaf dat moment was hij 16 jaar lang actief voor de Ride for the Roses, een landelijk wielerevenement ten bate van KWF Kankerbestrijding. Er werden vele miljoenen bijeengebracht voor het onderzoek naar diverse vormen van kanker. 
Na 20 jaar actief geweest te zijn in media, journalistiek en communicatie verkocht hij zijn bedrijf in 2009 voor een overstap naar het openbaar bestuur.

## Wethouder
Hij werd wethouder van de gemeente Westland, namens de lokale partij GemeenteBelang Westland. Dit zou hij acht jaar blijven doen. Hij was onder meer verantwoordelijk voor arbeidsmigratie, volkshuisvesting, ruimtelijke ordening, kust, personeel en organisatie en internationalisering van de tuinbouw. Ook was hij voorzitter van de landelijke wethoudersvereniging en bestuurslid van de Vereniging van Nederlandse Gemeenten. 
Weverling was landelijk voortrekker van de aanpak en maatwerkinschrijving van Oost-Europese arbeidsmigranten in de BRP. Hierdoor ontstond inzicht in inwoneraantallen en werd ook duidelijk waar arbeidsmigranten wonen en onder welke omstandigheden. Ook was hij lid van Stuurgroep RNI; Register Niet Ingezetenen en voorzitter van het Aanjaagteam Huisvesting Arbeidsmigranten. Binnen de regio Haaglanden werden afspraken gemaakt om 6000 bedden voor arbeidsmigranten te realiseren. Ook was hij medeondertekenaar van de Nationale Verklaring Tijdelijke Huisvesting Arbeidsmigranten.

## Tweede Kamerlid
Op 23 maart 2017 werd hij verkozen tot lid van de Tweede Kamer namens de VVD, en behaalde hij 8588 voorkeurstemmen. Hij was woordvoerder Buitenlandse Handel en Ontwikkelingssamenwerking, Postmarkt, Telecom, Tuinbouw, Visserij, Natuur, Voedsel, Dieren, Biotech en Regiodeals. Hij maakte zich hard voor meer balans tussen hulp en handel bij ontwikkelingssamenwerking, het sluiten van handelsverdragen, het creëren van een gelijk speelveld tussen de EU en China en het afschaffen van de WTO-status van China als ontwikkelingsland. 
Ook was hij pleitbezorger voor de uitrol van 5G en een optimale digitale infrastructuur waarbij de nationale veiligheid prioriteit had en digitale ontwrichting van cruciale systemen door cyberaanvallen werd tegengegaan. Verder heeft hij aangedrongen op modernisering van het biotechnologiebeleid, een nationale tuinbouwagenda, een steunfonds voor door Corona getroffen telers en een actieagenda met experimenteerruimte voor de ontwikkeling van kweekvlees.
Op 30 maart 2021 nam hij afscheid van de Tweede Kamer en startte weer als zelfstandig ondernemer. Als formateur vormde Weverling na de gemeenteraadsverkiezingen van 2022 een coalitie in gemeente Midden-Delfland. Tussen 29 maart 2023 en 10 juli 2024 was hij lid van de Provinciale Staten van Zuid-Holland, waar hij met 6966 voorkeurstemmen werd verkozen. De fractie koos hem als fractievoorzitter. Tevens was hij woordvoerder wonen, luchtvaart, economie en financiën. 

## Gedeputeerde
Op 10 juli 2024 werd hij geïnstalleerd als gedeputeerde, als opvolger van Jeannette Baljeu, die naar het Europees Parlement vertrok. Weverling kreeg in zijn portefeuille onder meer water, bodem, klimaatadaptatie, transitie haven en industrie, maritiem cluster, luchtvaart, grondzaken, NOVEX Schiphol en NOVEX Rotterdamse Haven. Ook is hij regio delegatieleider richting het kabinet voor het BO Leefomgeving en BO MIRT en gebiedsgedeputeerde voor de vijf eilanden in de Zuid-Hollandse Delta. 
In februari 2025 stuurde hij samen met de Rotterdamse wethouder Robert Simons een brandbrief aan het kabinet vanwege het slechte investeringsklimaat. Een stapeling van factoren zoals het gebrek aan stikstofruimte, netcongestie, hoge energieprijzen en de CO2-heffing zorgden voor veel onzekerheid en honderden ontslagen in het Haven Industrieel Complex. Samen met de minister van Infrastructuur en Waterstaat is hij bestuurlijk aanjager van NOVEX Haven. Dit is een ontwikkel- en investeringsagenda met ondermeer plannen voor een derde Maasvlakte.

## Persoonlijk
Weverling is samenwonend en heeft twee zoons en een dochter. 
- Parlement.com: vk98ksc7nnm6